# Bathysphäre

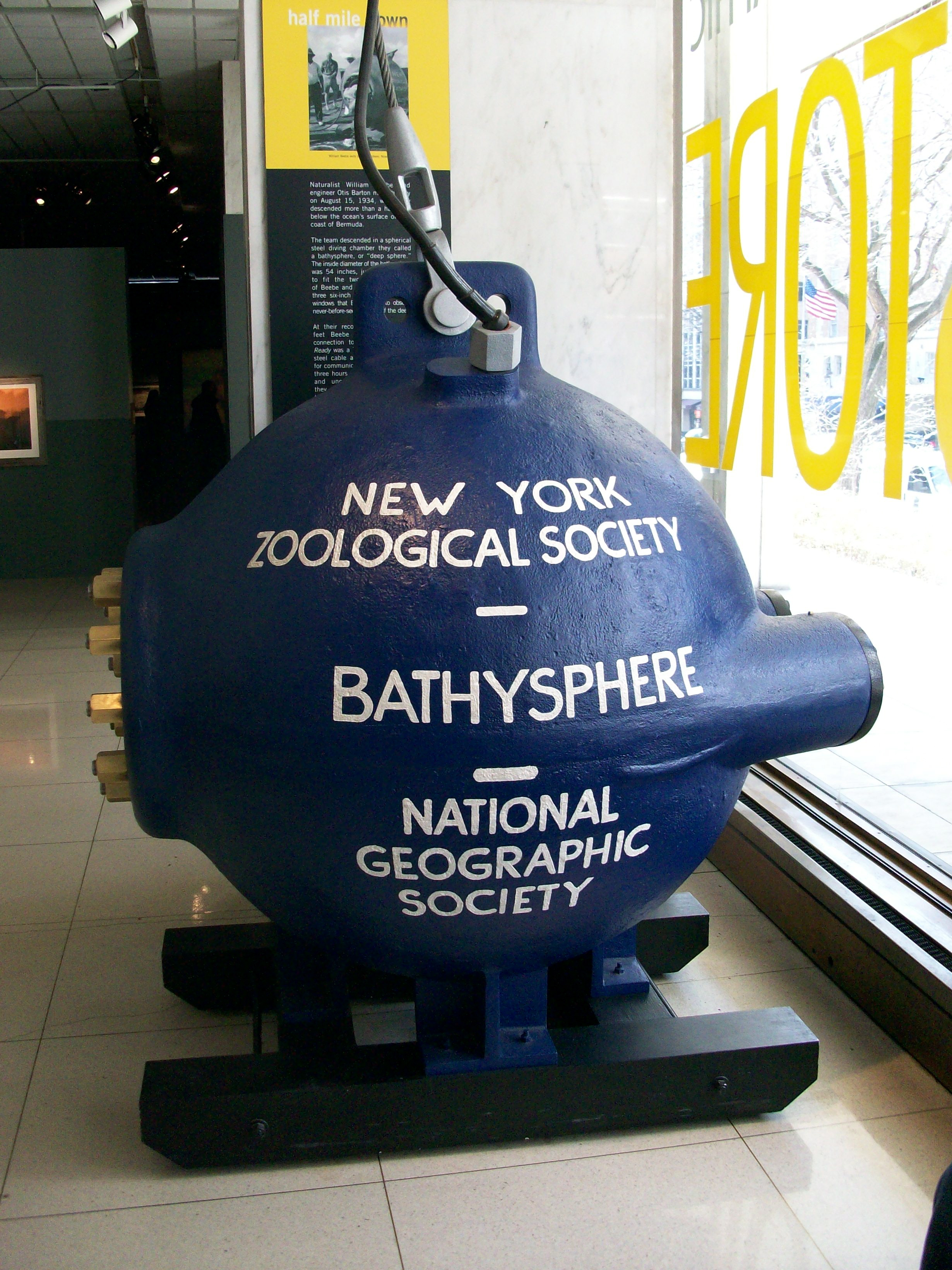
Bathysphäre

Eine Bathysphäre oder Bathysphere (auch bekannt als Tiefseekugel) ist eine Druckkammer mit einem inneren atmosphärischen Druck und wird für Tauchgänge eingesetzt. Das Wort setzt sich aus den beiden griechischen Worten bathys (tief) und sphaira (Kugel) zusammen. Die dicken Wände sind dicht und widerstehen dem Wasserdruck, so dass der Druck in der Kabine sich im Wasser nicht ändert, im Gegensatz zur Taucherglocke.
Die Bathysphäre ist eine Hohlkugel, die von einem Mutterschiff an einem Kabel in die Meerestiefen herabgelassen wird. Sie hat keinen eigenen Antrieb wie ein Tiefsee-U-Boot.
Als Bathysphere wird auch die Tauchkugel des späteren Bathyskaphen bezeichnet.
Die erste Bathysphäre wurde 1930 von Professor Charles William Beebe und seinem Ingenieur Otis Barton gebaut. Die Idee stammte von Beebe und sah ursprünglich einen zylindrischen Druckkörper vor, Barton verbesserte diese Konstruktion durch Verwendung einer Kugelform. Mit diesem Gerät tauchten sie 1930 bei den Bermuda-Inseln 435 Meter, 661 Meter im Jahr 1932 und am 15. August 1934 – damals sensationelle – 923 Meter unter die Meeresoberfläche. Eine verbesserte Konstruktion von Barton mit dem Namen Benthoscope verfügte über eine größere Wandstärke und erreichte damit im August 1949 eine Tiefe von ca. 1370 m.
Die Bathysphäre von Beebe und Barton war technisch sehr einfach. Es handelte sich hierbei um eine hohle Stahlkugel mit Bohrungen für Quarzglas-Fenster, die Einstiegsluke und die Kabelzuführung, die an einem Stahlseil aufgehängt wurde. Der Einstieg befand sich an der Rückseite, die dortige Luke wurde nach Anbordgehen der Besatzung von außen mit Flügelbolzen festgeschraubt. Außer batteriebetriebenen Scheinwerfern und einer Telefonverbindung zum Mutterschiff befand sich keinerlei technische Ausrüstung an Bord. Kohlenstoffdioxid wurde durch in einer Schale angesetzten Atemkalk der Atemluft entzogen, umgekehrt wurde Sauerstoff aus einer Druckflasche zugeführt. Bei späteren Tauchgängen wurde die Luftzirkulation zusätzlich durch einen mitgeführten Ventilator angeregt.

## Technische Daten der ersten Bathysphäre
- Durchmesser 1,44 m
- Wandstärke 38 mm
- Durchmesser Einstiegsluke 35 cm
- drei Fenster aus Quarzglas: 20 cm Durchmesser, 75 mm Dicke
- Gewicht (ohne Passagiere): 2270 kg